# Edificio inteligente

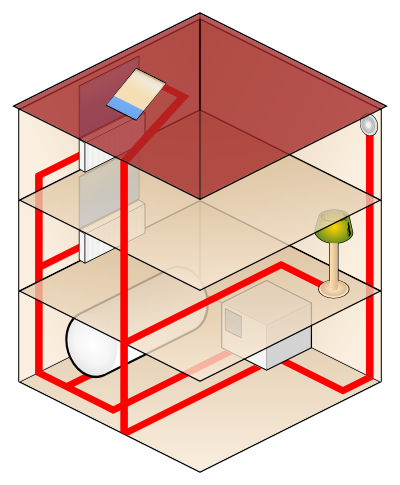
Diagrama de edificio inteligente

Se entiende por edificio inteligente aquel que tiene incorporado equipamiento de uso terciario o industrial, de sistemas de gestión técnica automatizada dentro de sus instalaciones, con el objetivo de reducir el consumo de energía, aumentar el confort y la seguridad a todo el conjunto. El término se aplica especialmente a edificios de oficinas, edificios corporativos de empresas, hoteles y similares.
Se considera que un edificio es "inteligente" si incorpora sistemas de información en todo el edificio, ofreciendo servicios avanzados de control de actividades y de telecomunicaciones. Con control automatizado, monitorización, gestión y mantenimiento de los diferentes subsistemas o servicios del edificio, de forma óptima e integrada, local y remota. Diseñado todo él con suficiente flexibilidad para que sea sencilla y económicamente rentable la implantación de futuros sistemas.
Bajo este nuevo concepto se define la automatización integral de inmuebles con alta tecnología. La centralización de los datos del edificio o complejo, posibilita supervisar y controlar confortablemente desde un ordenador los estados de funcionamiento o alarmas de los sistemas que componen la instalación, así como los principales parámetros de medida. El  edificio inteligente  integra la domótica interna dentro de una estructura en red.
O edificio

## Beneficios de un edificio inteligente

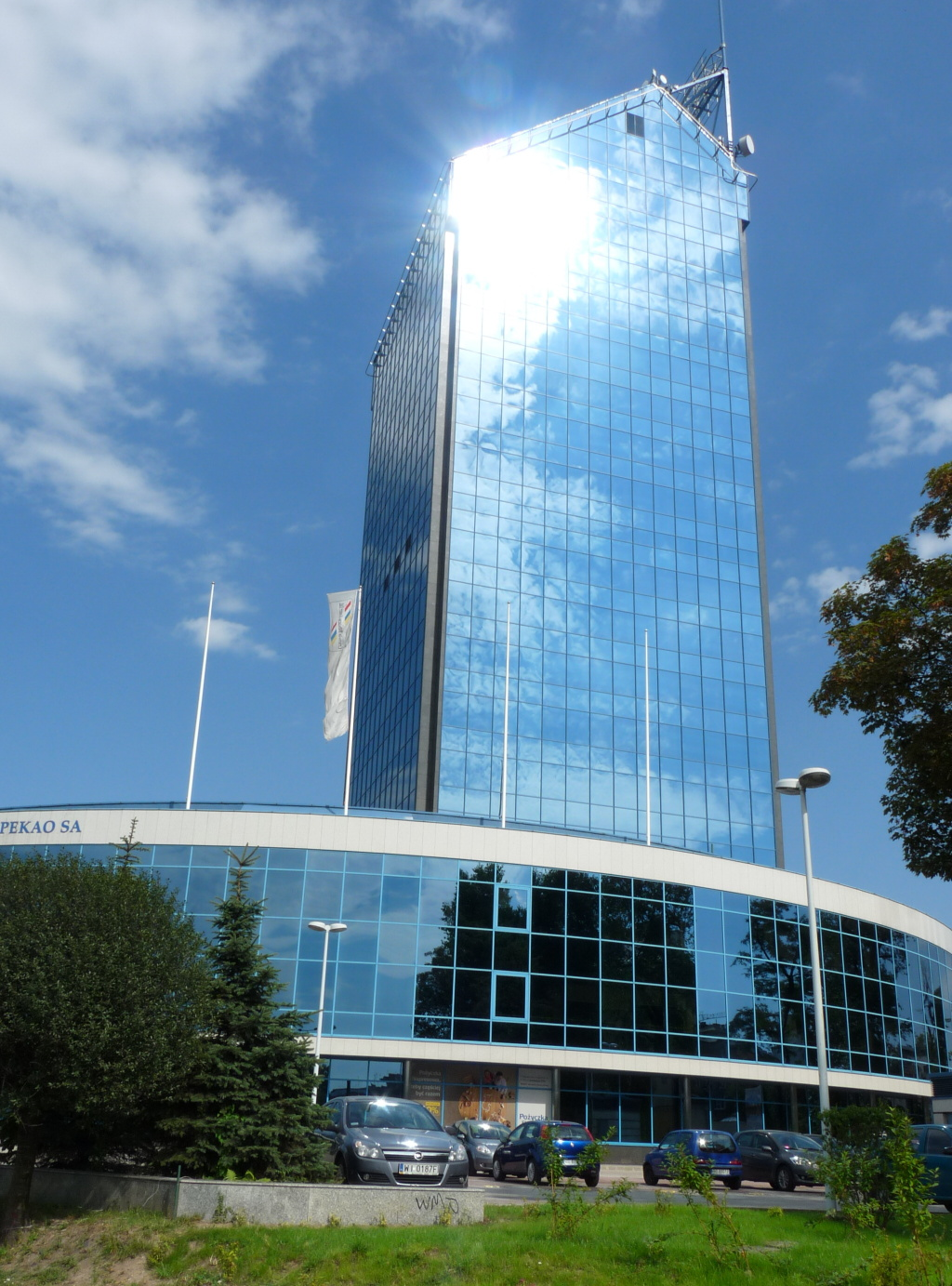
Cracovia Business Center (EI)

Para el propietario del edificio, que puede ofrecer un edificio más atractivo mientras alcanza grandes reducciones en los costos de energía y operación.
Para los usuarios del edificio, los cuales mejoran notablemente su confort y seguridad.
Para el personal de mantenimiento del edificio que, mediante la información almacenada y el posterior estudio de tendencias, puede prevenir desperfectos.
Para el personal de seguridad, el cual ve facilitada y complementada su tarea para hacerla mucho más eficiente.

## Aplicaciones que incorpora
Entre otras aplicaciones, el Building Management System (BMS) ofrece la posibilidad de monitorización del funcionamiento general de todo el edificio. Los ascensores, el balance energético, el riego, la climatización e iluminación de las áreas comunes, la sensorización de variables analógicas como temperatura y humedad, control y alertas en función de parámetros determinados, el sistema de accesos, sistemas de detección de incendios, etc.
Del mismo modo, permite un mayor control de accesos y el seguimiento continuo de quien entre o haya entrado en el edificio. Se ha aplicado con éxito en edificios residenciales, de oficinas, hoteles, hospitales, museos, centros comerciales, centros de proceso de datos, geriátricos, barrios cerrados e industrias.